# Concanavaline A
La concanavaline A ou ConA, est une glycoprotéine de la famille des lectines. Elle se lie spécifiquement au D-mannose et au D-glucose.
Cette molécule est une héma-glutinine, c’est-à-dire qu’elle a la capacité à précipiter les globules rouges. Elle peut être utilisée en comme un réactif en biochimie, en immunologie et en chromatographie d’affinité des glycoprotéines et structures cellulaires (pour purifier la chromatographie).

## Origine
La concanavaline A est produite par le haricot sabre, Canavalia ensiformis, où elle s'accumule dans le fruit ou fève.  C'est la première lectine à avoir été identifiée et extraite par Peter Hermann Stillmark en 1888 à l'Université de Dorpat en Russie. Elle est aussi appelée hémaglutinine, en raison de sa capacité à précipiter les érythrocytes, mais diffère de l'hémaglutinine (HA) du virus de la grippe.
Le haricot sabre contient deux autres globulines lectines : la concanavaline B de 96KDa, et la jacaline.

## Structure et propriétés
Comme la majorité des lectines, la ConA est un homotétramère : chaque sous-unité de 26.5KDa composée de 237 acides aminés et fortement glycosylée, héberge deux ions, un de Ca2+ et un d'un métal de transition, généralement du Mn2+. Sa structure tertiaire a été élucidée, et l'on connait bien les bases moléculaires de ses interactions avec les métaux qui la composent, et de son affinité pour le mannose et le glucose
La ConA est spécifique des résidus α-D-mannosyl et α-D-glucosyl, deux hexoses ne différant que par la disposition de l'alcool sur le carbone 2, lorsqu'ils se situent en position terminale de structures ramifiées de N-Glycanes, comme  celles riches en α-mannose, ou celles de type hybride bi-antennaire de glycanes complexes. La ConA a 4 sites de fixation, correspondants aux 4 sous unités.
Le poids moléculaire est de 104-113KDa .
Le point isoélectrique est de l'ordre de 4.5-5.5. 
La ConA a une faible effet de Diffusion Raman, 20 cm-1 . Cette émission est due à la faible mobilité du tonneau β formé de 14 feuillets β dans la structure de la ConA.

## Activité
- La ConA interagit avec divers récepteurs contenant des polysaccharides à mannose, à commencer par les marqueurs de groupe sanguin, les immunoglobulines et l'antigène carcino-embryonnaire ou ACE. Elle interagit aussi avec les lipoprotéines[8] et le lipopolysaccharide (LPS)[9].

- La ConA agglutine fortement les érythrocytes, sans en être spécifique de groupe sanguin, et aussi les cellules cancéreuses[9]. Les cellules normales ne sont pas agglutinées, sauf après traitement hydrolytique ou trypsinisation[9]. De nombreuses études rapportent l'agglutination de types cellulaires comme les  lymphocytes, les fibroblastes, les adipocytes[9].
- La ConA réagit avec de nombreux micro-organismes, comme E. coli, Dictyostelium discoideum et B. substilis [9].
- La ConA induit la mitose des lymphocytes[9].

Elle induit la maturation des oocystes . 
Elle est supposée médier l'interaction entre les oligosaccharides (alpha-mannosyl) de la surface du virus HIV et les lymphocytes T humains.